# Олейников, Игорь Михайлович
Игорь Михайлович Олейников (род. 1942, Москва) — американский предприниматель и финансист, застройщик-миллиардер советского происхождения.
Фигурант скандала, связанного с уклонением от уплаты налогов с участием швейцарских банков.

## Ранние годы
Родился под Москвой в 1942 году. После войны семья Олейниковых, опасаясь возможных репрессий, бежала из Союза ССР в Иран, где Игоря обучали миссионеры. В 1957 году семья эмигрировала в США. В США отец Игоря Михаил, инженер по образованию, работал управдомом, а мать, Зинаида, вела домашнее хозяйство. Игорь учился в Университете Южной Калифорнии. Получил диплом бакалавра в области корпоративных финансов и математики, позднее там же получил диплом MBA.

### Olen Properties
По окончании университета работал финансистом в различных корпорациях. В 1973 году основал строительную компанию Olen Properties и приобрёл свой первый дом в 16 квартир. С тех пор компания значительно выросла и в настоящее время владеет более чем 0,5 млн квадратных метров офисных площадей и почти 12 тысяч жилых единиц в Лас-Вегасе, Аризоне, Калифорнии и Флориде.
В 2006 году журнал «Forbes» оценил состояние Олейникова в $1,6 млрд долларов, предполагая, что он является единственным собственником Olen Properties. Однако в своём интервью журналу Олейников сообщил, что владельцем корпорации является не он, а оффшорные компании на Каймановых островах, Багамских островах и в Дании.
По данным «Forbes», налоговая служба США (IRS) расследовала дело Олейникова по подозрению в уклонении от уплаты налогов. Расследование показало, что единственным фактическим владельцем Olen Properties являлся Олейников; он использовал компанию Sovereign Bancorp Ltd, зарегистрированную на Багамских островах, в качестве оффшорного инструмента для сокрытия активов как от налоговой службы США, так и от собственных кредиторов. Олейников, со своей стороны, отрицал, что багамская компания принадлежит ему, утверждая, что это было государственное предприятие, учреждённое Борисом Ельциным с целью привлечения инвестиций, и что это предприятие лишь выдавало кредиты Olen Properties. IRS наложила на Олейникова штраф в размере $77 млн за неуплату налогов и пени за 1996 и 1997 годы.
Позже выяснилось, что Олейников был указан в документах Багамского филиала банка Barclays в качестве председателя совета директоров Sovereign Bancorp Ltd., а также президента National Depository Corporation, Ltd. В 2007 году налоговая служба США сообщила, что Олейников управлял счетами этих корпораций в британском отделении банка Solomon Smith Barney и, кроме того, управлял счетами других оффшорных компаний в Канаде и Лихтенштейне, в которые Olen Properties переводила денежные средства в целях уклонения от уплаты налогов.

## Уклонение от налогов
В начале 2000-х гг. Олейников оказался замешан в скандале с швейцарским банком UBS, который, как выяснилось, помогал американским гражданам уклоняться от уплаты налогов на многомиллионные суммы. Олейников был привлечён в программу UBS Брэдом Биркенфельдом, который впоследствии стал информатором налоговой службы США и обвинил UBS в пособничестве в уклонении от уплаты налогов состоятельными американцами. В 2001 году Олейников перевел в UBS 200 млн долларов.
В декабре 2007 года Олейников признал себя виновным по обвинению в подаче ложных налоговых деклараций за 2002 год. Он признался в уклонении от уплаты налогов и обмане налоговой службы относительно своих оффшорных счетов на Багамских островах, в Лихтенштейне, Швейцарии и Великобритании. В рамках внесудебной сделки Олейников выплатил штраф в размере 52 млн долларов и согласился вернуть средства с оффшорных счетов в США.
При оглашении приговора 14 апреля 2008 года, Олейников возложил вину за своё положение на плохие советы бухгалтеров, банкиров и адвокатов и своё собственное недомыслие, заявив, что у него никогда не было намерения обманывать правительство США. В свою очередь, федеральные власти выступили против назначения Олейникову реального срока тюремного заключения, поскольку он ранее не имел судимости и его действия никому не нанесли финансового ущерба.
Окружной судья Кормак Карни (Cormac Carney) приговорил Олейникова к двум годам условно и 120 часам общественных работ. Карни также оштрафовал Олейникова на 3500 долларов. Судья также подчеркнул, что общественные работы не должны быть связаны с благотворительной деятельностью Олейникова.
В 2008 году Олейников подал иск против UBS и Биркенфельда, требуя возмещения ущерба в размере 1,7 млрд долларов. Олейников утверждал, что UBS и Биркенфельд участвовали в мошенничестве и преступном сговоре, уверяя его, что он может избежать уплаты американских налогов путем перевода своих активов в швейцарский банк. Американское налоговое законодательство позволяет гражданам иметь оффшорные банковские счета, но они обязаны вместе с налоговой декларацией подавать форму В9, раскрывающую наличие таких счетов.
В апреле 2012 года окружной судья Эндрю Гилфорд отклонил иск на том основании, что Олейников, как гражданин США, должен был знать о своих налоговых обязательствах.

## Личная жизнь
Олейников женат на Жанне М. Паттерсон, уроженке Лос-Анджелеса . У них двое детей: Андрей и Наталья. Андрей погиб в автокатастрофе в 2005 году.